# Curt Herman Toppel
Curt Herman Toppel est un joueur de volley-ball germano-américain, né le 19 septembre 1980 à Santa Monica. Il mesure 2,05 m et joue pointu.

## Clubs
| Club                     | Pays         | De        | À         |
| ------------------------ | ------------ | --------- | --------- |
| Université Stanford      | États-Unis   | 2000-2001 | 2002-2003 |
| Unicaja Almeria          | Espagne      | 2003-2004 | 2003-2004 |
| Criollos de Caguas       | Porto Rico   | 2004-2005 | 2004-2005 |
| Pallavolo Reima Crema    | Italie       | 2004-2005 | 2004-2005 |
| Igo Gênes Volley         | Italie       | 2005-2006 | 2005-2006 |
| Patriotas de Lares       | Porto Rico   | 2006-2007 | 2006-2007 |
| Ethnikós Alexandroúpolis | Grèce        | 2006-2007 | 2006-2007 |
| Hyundai Skywalkers       | Corée du Sud | 2007-2008 | 2007-2008 |
| TSV Unterhaching         | Allemagne    | 2007-2008 | 2007-2008 |
| Gigantes de Carolina     | Porto Rico   | 2008-2009 | 2008-2009 |
| Al-Arabi SC              | Qatar        | 2008-2009 | 2008-2009 |
| GC Lamia                 | Grèce        | 2009-2010 | 2009-2010 |
| Nice Volley-Ball         | France       | 2010-2011 | 2010-2011 |
| Kazma SC                 | Koweït       | 2010-2011 | 2010-2011 |
| Sivas                    | Turquie      | 2011-2012 | 2011-2012 |
| AEK Karava               | Chypre       | 2011-2012 | 2011-2012 |
| Jakarta BNI              | Indonésie    | 2012-2013 | 2012-2013 |
| Academy United           | États-Unis   | 2017-2018 | 2017-2018 |

## Palmarès
- Championnat d'Espagne : 2004